# Мелехова, Янина Владимировна
Янина Владимировна Мелехова (урожд. Буйко; 9 марта 1985, Борисов, Минская область, Белорусская ССР, СССР) — российская актриса театра и кино.

## Биография
Родилась в Борисове. Отец — театральный режиссёр, мать — балетмейстер. В 2006 году окончила театральный факультет Белорусской государственной академии искусств по специальности «актёр театра и кино», мастерская Ф. С. Воронецкого.
В 2006—2007 актриса в «Театре на Покровке» под руководством Сергея Арцибашева.
С 2008 года — актриса Московского музыкального театра для детей и молодежи «Экспромт».
С 2009 года — педагог по хореографии и актёрскому мастерству в студии эстетического воспитания при театре «Экспромт».
В «Театре Луны» играла Лилю Брик — мюзикл «Маяковский» (реж. Ал. Рыхлов).
Автор театральных просветительских проектов. Режиссер авторского проекта, где играет роль Мэрилин Монро — «Трагедия маленькой девочки».
С 2004 года начала сниматься в кино, дебютировала в картине «Территория сопротивления» (киностудия «Беларусьфильм»), получившей премию XIV Международного фестиваля «Золотой Витязь». В 2008 снялась в фильме Валерия Тодоровского «Стиляги».
В рекламе «Мегафона» сыграла Мэрилин Монро (2018).
В составе труппы Московского современного художественного театра (МСХТ), художественного руководителя Руслана Банковского гастролировала по Китаю, исполняя главную роль в спектакле «Анна Каренина».
Основатель бренда одежды Meldress.

## Семья
Муж — бизнесмен Максим Горячев. Дочь Анна-Мария.

## Театр
«Театр на Покровке»:
- «Женитьба» — девка, служанка, реж. С. Арцибашев
- «Горе от ума» — княжна, реж. С. Арцибашев

«Московский музыкальный театр для детей и молодежи „Экспромт“»:
- «Слуга двух господ» — гл.роль Беатриче. Реж. з.а. РФ Ал. Федоров[18]
- «Оркестр» — гл.роль Сюзанна Дэлисиас. Реж. з.а. РФ Ал. Федоров[19]
- «Давным-давно» — гл.роль Шура Азарова. Реж. Вл. Байчер
- «Зимний вечер с Пушкиным» — М. Волклнская. Реж. н.а. РФ Л.Иванова
- «Пиковая дама» — гл.роль Лиза. Реж Вл. Байчер
- «Попутчики»- гл.роль Наталья. Реж. н.а. РФ Л.Иванова[20]
- «Дачные амуры» — Загадочная натура. Реж. В.Велев
- «Маменька» — Русалка. Реж. Вл. Байчер
- «Когда мы вернемся домой» — Рассказчик. Реж. Вл. Байчер
- «Итальянская мозаика» — Надежда фон Мэк. Реж. Н.Тимофеева
- «Риголетто» — Мим. Реж. Н.Тимофеева
- «Тео театральный капитан» — Флейта, Администратор, Костюмер. Реж. А.Патчин
- «Нае-умник» — Мама. Реж. В.Алферов
- «Красная Шапочка» — Бабушка. Реж. н.а. РФ Л.Иванова
- «Али-баба и 40 разбойников» — Фатима. Реж. Н.Тимофеева
- «Башмачки для Золушки» — Бетхен. Реж. Н.Тимофеева
- «Золотой ключик» — Арлекин, Буратино. Реж. Н.Тимофеева
- «Приключения Мастера Гнома» — Ведьма Мшистая. Реж. В.Древицкий
- «Волшебный чай» — Мэй, Феклуша. Реж. Л.Иванова
- «Маша и Медведь» — Подружка. Реж. Г. Шидакатэ
- «Оловянный солдатик» — Балерина. Реж. Н.Тимофеева
- «Медной горы Хозяйка» — Ящерица. Реж. Н.Орешкова
- «Машкины сны» — Лебеда. Реж. з.а. РФ Ж.Тертерян
- «Вифлеемская звезда» — Ангел. Реж. н.а. РФ Л.Иванова
- «Щелкунчик» — гости на балу. Реж. Вл. Байчер
- «Новогодняя кампания. Елки» — Снегурочка

«Театр Луны»
- «Маяковский» — Лиля Брик. Реж. А. Рыхлов[21]

«Театр комедии»
- «Насмешница Фаина» — Анна. Реж. з.а. РСФСР Л.Шемилов[22]

«Московский современный художественный театр»
- «Анна Каренина»- Анна. Реж. Р.Банковский[23][24]
- «Трагедия маленькой девочки или последняя любовь Монро»- Мэрилин Монро . Реж. Я. Мелехова[25]

Независимые проекты
- «Розы из Райска» — Марта. Реж. М.Лукин[26]
- «Ив Монтан и его Ж» — Мэрилин Монро. Реж. н.а. РФ Е.Герчаков[27]
- «Цилиндр» — Рита. реж. И.Якубовская

- «Воскресный завтрак с Петсоном и Финдусом» — Котенок Финдус. Реж. К.Месропян, Вл. Токарев
- «Кабаре-шоу насекомых» — Моль. Реж. К.Месропян
- «Остров сокровищ» — Джим. Реж И.Якубовская
- «Именины Цокотухи» — Муха. Реж. Я.Мелехова
- «Скоморошки на лесной дорожке» — Скоморох, Баба-яга, Принцесса. Реж. И.Якубовская
- «Кот в сапогах» — Принцесса, Атаманша. Реж. Я.Мелехова

## Кинематограф
| Год  |   | Название                                    | Роль                       |
| ---- | - | ------------------------------------------- | -------------------------- |
| 2004 | ф | Дикие звери мира (короткометражный)         | эпизод                     |
| 2004 | ф | Территория сопротивления                    | Катя                       |
| 2005 | ф | Цвет любви (короткометражный)               | служанка                   |
| 2005 | ф | Я помню                                     | студентка-художница        |
| 2007 | с | Ваша честь                                  | эпизод                     |
| 2008 | ф | Стиляги                                     | Лизи                       |
| 2010 | с | Новая жизнь сыщика Гурова. Продолжение      | Настя                      |
| 2010 | ф | Вирт: игра не по-детски                     | Таня                       |
| 2011 | с | Записки экспедитора тайной канцелярии       | 2-я куртизанка             |
| 2011 | с | Охотники за бриллиантами                    | девица в квартире Буряце   |
| 2012 | с | След                                        | главная роль в серии       |
| 2012 | с | Прокурорская проверка                       | роль второго плана         |
| 2012 | с | Право на защиту                             | главная роль               |
| 2013 | ф | Понять. Простить.                           | главная роль в серии       |
| 2013 | с | Кулагин и партнёры                          | эпизод                     |
| 2013 | с | ОСА                                         | эпизод                     |
| 2013 | с | Семейные драмы                              | главная роль в серии       |
| 2013 | с | Непридуманные истории                       | главная роль в серии       |
| 2013 | с | Кулагин и партнеры                          | главная роль в серии       |
| 2014 | с | Психосоматика                               | главная роль в серии       |
| 2014 | с | Москва. Три вокзала                         | Алена                      |
| 2014 | с | Гадалка                                     | эпизод                     |
| 2014 | с | Верное средство                             | главная роль в серии       |
| 2015 | ф | Между нот, или Тантрическая симфония        | Юля                        |
| 2015 | с | Ералаш                                      | эпизод                     |
| 2016 | с | Кухня                                       | эпизод                     |
| 2017 | с | Семейное дело                               | Оля                        |
| 2018 | ф | Однажды в Америке, или чисто русская сказка | первая жена                |
| 2019 | ф | Любовницы                                   | роль второго плана         |
| 2019 | с | Адвокат Ардашев                             | Изабелла Ивановская        |
| 2019 | с | Ростов                                      | Валерия Орлович, чекистка  |
| 2019 | с | Фемида видит                                | Маша, администратор казино |
| 2019 | ф | Мылодрама                                   | Анна                       |
| 2020 | с | Анна-детективъ-2                            | Мария Шуматова, черемисина |
| 2020 | с | Балабол-4                                   | Алиса                      |
| 2020 | ф | Прометей (короткометражный)                 | Татьяна Шлёцер             |
| 2020 | ф | Назад в степь к Сарматам                    | Нина                       |
| 2021 | ф | Про маленькую Сашу (короткометражный)       | роль второго плана         |
| 2021 | ф | Самолеты улетают (короткометражный)         | главная роль               |
| 2021 | ф | Апостол Герман (короткометражный)           | роль второго плана         |
| 2021 | с | За час до рассвета                          | Лида                       |
| 2021 | ф | Нефутбол                                    | Лиза-футболистка           |
| 2022 | с | Территория                                  | Катя, эксперт-криминалист  |
| 2022 | с | Ералаш.Кино                                 | Мама                       |
| 2022 | ф | Французский мастер                          | Аглая                      |

## Премии, звания
- 2005 — Премия за лучшую женскую роль в х/ф «Территория сопротивления» на V Белорусском Национальном кинофестивале[28]
- 2006 — Премия за лучшую женскую роль в х/ф «Территория сопротивления» на Международном кинофестивале им С. Герасимова.
- 2015 — Лауреат Международного фестиваля «Театральные ассамблеи» в номинации: литературно-драматическая.
- 2016 — Лауреат Международного фестиваля «Театральные ассамблеи»: современная хореография
- 2016 — Кинопремия «Ника». Номинация «Открытие года» в категории «Лучшая женская роль» за фильм «Между нот или тантрическая симфония», режиссёр Борис Грачевский[29]
- 2024 —  Звание «Почётный деятель искусств города Москвы» (Указ от 4 июля 2024 г. № 55-УМ)